# Port lotniczy Vũng Tàu
Port lotniczy Vũng Tàu – port lotniczy w Vũng Tàu, w Wietnamie.